# Iberoneta nasewoa
Iberoneta nasewoa är en spindelart som beskrevs av Christa L. Deeleman-Reinhold 1984. Iberoneta nasewoa ingår i släktet Iberoneta och familjen täckvävarspindlar.
Artens utbredningsområde är Spanien. Inga underarter finns listade i Catalogue of Life.